# Droga wojewódzka nr 269
Droga wojewódzka nr 269 (DW269) – droga wojewódzka we wschodniej części woj. wielkopolskiego i południowej woj. kujawsko-pomorskiego o długości 59 km łącząca Szczerkowo z Kowalem. Droga przebiega przez tereny powiatów: koniński (gminy: Sompolno), kolski (gminy: Babiak, Przedecz) oraz włocławski (gminy: Izbica Kujawska, Chodecz, Choceń oraz Kowal).

## Miejscowości leżące przy trasie DW269
- Szczerkowo (DW263) (DW266)
- Izbica Kujawska (DW270)
- Chodecz
- Choceń
- Kowal (A1, DK91)